# 香芝市立鎌田小学校
香芝市立鎌田小学校（かしばしりつ かまだしょうがっこう）は、奈良県香芝市にある公立小学校。農作業に力を入れている。また、花植えなども行っている。

## 沿革
- 1982年4月5日 - 香芝町立鎌田小学校として、第7番目の小学校として開校。
- 1991年10月1日 - 市制施行により、香芝市立鎌田小学校と改称。

## 賞
- 1994年11月「才能開発実践教育賞」・「ソニー教育賞」優秀校受賞。「人権の花」最優秀賞受賞。「花いっぱいコンクール」運輸大臣賞受賞。
- 2001年11月26日　第15回「大和路花いっぱいコンクール」奨励賞受賞
- 2004年12月15日　第18回「大和路花いっぱいコンクール」奨励賞受賞（連続10回）

## 通学区域が隣接している学校
- 香芝市立三和小学校
- 香芝市立五位堂小学校
- 大和高田市立陵西小学校
- 葛城市立當麻小学校